# 理查德·阿文·奥弗顿
理查德·阿文·奥弗顿（英語：Richard Arvin Overton，1906年5月11日—2018年12月27日），美國超級人瑞，享嵩寿112歲230天，逝世之前亦是最年老的二戰美國老兵以及最年老的美國人。奥弗顿曾在美国陆军服役。2013年獲時任美国总统奥巴马授予榮譽勳章。晚年居於德克萨斯州奧斯汀，直至去世。

## 早年生活及教育
奧弗頓在1906年5月11日生於美國德克萨斯州巴斯特羅普縣，曾祖父為老約翰·柯理查（1821年－1898年，John Overton, Jr），曾祖母為Rachel Overton Harding（1822年－1843年），祖父為約翰·柯理查（1842年－1903年，John Overton, Sr），祖母為Matilda Overton Watkins（1847年8月30日－1913年1月2日），父親為老柯紳（1877年10月1日－1920年12月22日，Gentry Overton, Sr），母親為Elizabeth Franklin Overton Waters（1876年8月2日－1939年5月28日），長兄為Hillard Overton（1899年3月18日－1971年2月6日），長姊為Annie J. Overton Bell（1900年7月29日－1979年6月8日），二姊為Irwin Overton（1903年3月3日－1976年5月），三姊為Lola B. Overton Sneed（1904年8月16日－2002年2月27日），三弟為Gentry Overton, Jr（1917年5月26日－1941年3月5日），妹妹為Geneva Overton（1917年5月26日－1936年3月29日）。

## 军事和文职生涯
1940年9月3日，奥弗顿在德克萨斯州的山姆·休斯顿堡参军。
从1940年到1945年，他在南太平洋軍區服役，包括在夏威夷、关岛、帕劳和硫磺岛停留。他于1945年10月离开美国陆军，成为一名5级技术士官。

奥弗顿在奥斯汀的德克萨斯州财政部（现在是德克萨斯州公共账目审计部的一部分）任职之前，曾在当地的家具店工作。他结过两次婚，但从未有过孩子。

## 晚年

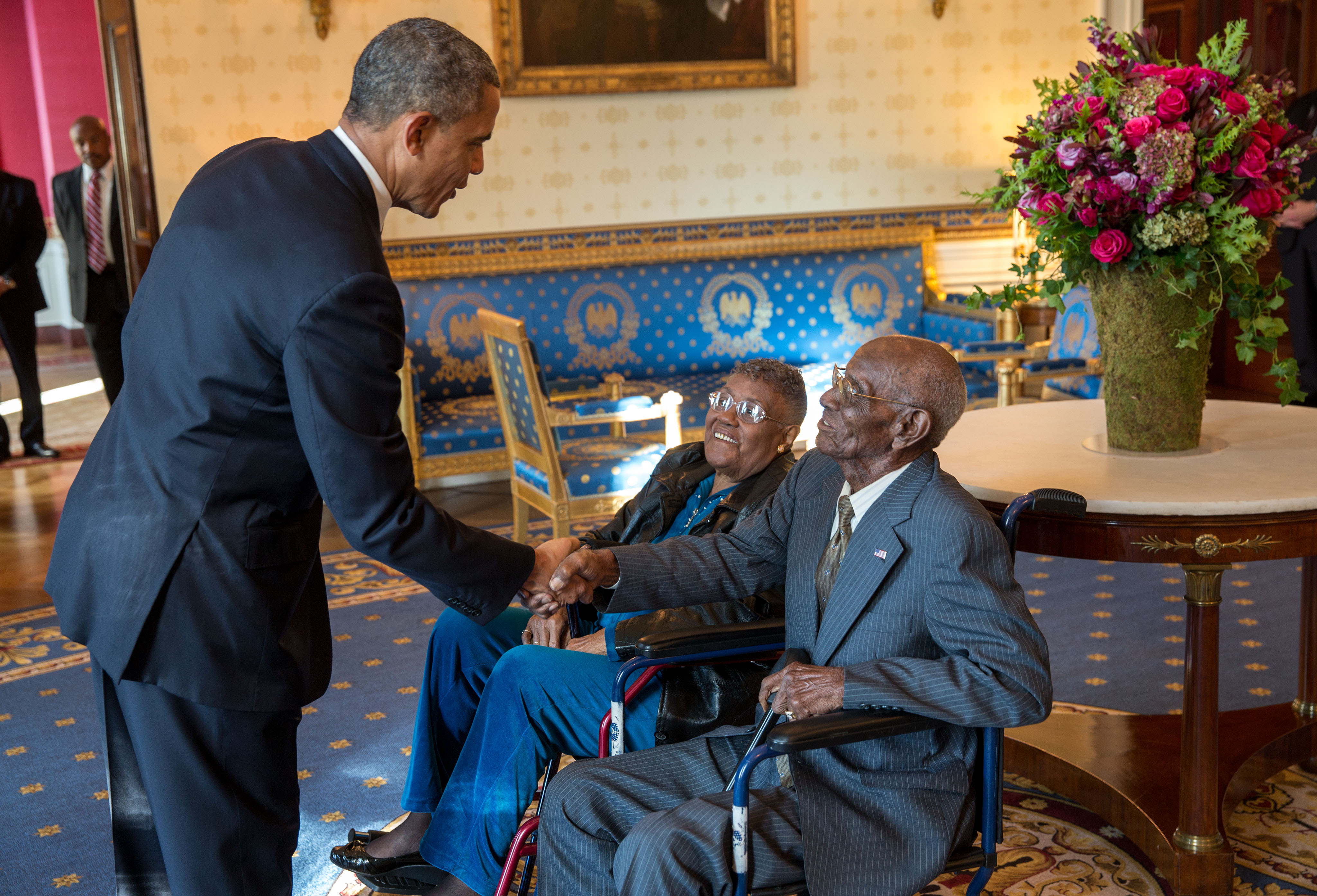
2013年退伍军人节，美国总统奥巴马在白宫蓝廳迎接奥弗顿

奥弗顿在2013年阵亡将士纪念日的周末吸引了媒体的注意，他向福克斯新闻表示将在阵亡将士纪念日「抽雪茄和喝威士忌加強咖啡。」
同日，奥弗顿会见了德克萨斯州州长里克·佩里。奥弗顿也被邀请到白宫会见奥巴马总统，並参加阿灵顿国家公墓的退伍军人纪念日典礼，在那里他被总统点名表扬。
2017年3月24日，在圣安东尼奥马刺和孟菲斯灰熊的NBA比赛中，奥弗顿在中场休息时被授予荣誉称号。
奥弗顿是2016年纪录片《奥弗顿先生》的主人公，纪录片采访了自己的日常生活，对自己长寿的思考以及服兵役的經歷。
2016年5月3日，弗兰克·莱文斯顿去世后，他成为美国现存最年长的退伍军人。

2016年5月11日，奥弗顿度過其110歲生日，成为一名超级人瑞。

## 逝世
2018年12月，奥弗顿因肺炎住院。康复後居於復康中心。奥弗顿于2018年12月27日在美國德克薩斯州奧斯汀去世，享嵩寿112岁230天。

## 軍方榮譽
|  |  |  |  |  |  |  |  |  |  |  |  |
|  |  |  |  |  |  |  |  |  |  |  |  |
|  |  |  |  |  |  |  |  |  |  |  |  |

| Badge   | Combat Infantryman Badge | Combat Infantryman Badge | Combat Infantryman Badge       | Combat Infantryman Badge       | Combat Infantryman Badge       | Combat Infantryman Badge       | Combat Infantryman Badge | Combat Infantryman Badge | Combat Infantryman Badge | Combat Infantryman Badge | Combat Infantryman Badge | Combat Infantryman Badge |
| 1st Row | Army Good Conduct Medal  | Army Good Conduct Medal  | Army Good Conduct Medal        | American Defense Service Medal | American Defense Service Medal | American Defense Service Medal |                          |                          |                          |                          |                          |                          |
| 2nd Row | American Campaign Medal  | American Campaign Medal  | Asiatic-Pacific Campaign Medal | Asiatic-Pacific Campaign Medal | World War II Victory Medal     | World War II Victory Medal     |                          |                          |                          |                          |                          |                          |

|  |

| Badge | Expert Rifle Marksmanship Badge |

|  |

| Unit award | Army Meritorious Unit Commendation |

## 个人生活
奥弗顿住在德克萨斯州的奧斯汀。 2014年12月11日，奥斯汀社区学院授予理查德·阿文·奥弗顿荣誉副学士学位，这是该学院的最高荣誉。 
奥弗顿乃新教教徒，並定期去教堂出席崇拜。
2018年7月1日，有报道称奥弗顿成为身份盗窃的受害者。 一名来历不明的嫌疑人用奥弗顿的社会保险号码开了一个假的银行账户，进入了他的个人支票账户，并用这笔钱收集储蓄债券。 奥弗顿还有一个Go Fund Me账户，並筹集了超过42万美元。2018年7月5日，奥弗顿的家人表示美国银行已将这笔资金存入他的账户。